# Heteropoda atollicola
Espèce
Heteropoda atollicola est une espèce d'araignées aranéomorphes de la famille des Sparassidae.

## Distribution
Cette espèce est endémique des Maldives.

## Description
Le mâle mesure 10 mm et la femelle 15 mm.

## Étymologie
Son nom d'espèce lui a été donné en référence au lieu de sa découverte, un atoll.

## Publication originale
- Pocock, 1904 : Arachnida. Fauna and geography of the Maldive and Laccadive Archipelagoes. London, vol. 2, p. 797-805 (texte intégral).